# Stegehus

Staden Steges vapen.

Stegehus, eller Stegeborg, var en, nu riven, fästning i Stege på Møn i Danmark. 
Stegehus byggdes på kung Valdemar den stores tid under andra hälften av 1100-talet på spetsen av en halvö, som kallades Slots- eller Borrenakke, mellan Stege bugt och Stege Nor, som skär in mot mitten av ön Møn. Vid borgen uppfördes under 1200-talet köpstaden Stege (också 1309 benämnd Stikas och Stigbje). Det är också möjligt att det på samma plats tidigare låg ett fiskeläge. Borgen kallades omväxlande Stegehus och Stegeborg (Stegeborh). I början av 1400-talet förstärktes befästningarna med en vallgrav och en stadsmur med runda och fyrkantiga halvtorn, med tre stadsportar. Av dessa är i dag den norra, Mölleporten, bevarad. De övriga två låg i förlängningen av Langestæede och Skammestræde (nuvarande Rådhusgade). 
Fram till 1246 var Jakob Sunesen hövitsman på Stegehus. Erik Plogpenning höll 1247 sin halvbror Knud af Blekinge fången på Stegehus, men han blev befriad av  lübeckarna. Borgen var i händer på tyskar under slutet av 1200-talet, men kom 1310 åter under kronan. Senare hölls den som pant åter av tyskar, tills Valdemar Atterdag 1348 inlöste Møn och Falster och övertog Stegehus. Han lät också bygga ut borgen. 
Från 1505 förlänades Stegehus till Anders Bentsen Bille, under vars tid den nya vallanläggningen fick sitt elddop 1510, då lübeckarna försökte inta Stege. Detta misslyckades. År 1534 erövrades Stegehus av Steges egna borgare, varefter det plundrades och revs ned. Dessa stöttade Kristian II. 
Idag finns inga spår av själva Stegehus kvar. Mölleporten i stadsmuren från 1400-talet restaurerades i slutet av 1800-talet.